# Epirrhoe obscurata
Epirrhoe obscurata là một loài bướm đêm trong họ Geometridae.